# ژان آگ
ژان آگ (فرانسوی: Jean Haag‎) بازیکن فوتبال اهل سوئیس بود.
از باشگاه‌هایی که در آن بازی کرده‌است می‌توان به باشگاه فوتبال گراس‌هاپر زوریخ اشاره کرد.
وی همچنین در تیم ملی فوتبال سوئیس بازی کرده‌است.